# كلية الطب والصيدلة بالدار البيضاء
كلية الطب والصيدلة بالدار البيضاء (بالفرنسية: Faculté de médecine et de pharmacie de Casablanca وباختصار: FMPC) هي مؤسسة للتعليم العالي العمومي في الطب والصيدلة تقع في مدينة الدار البيضاء المغربية. تنتسب إلى جامعة جامعة الحسن الثاني بالدار البيضاء.

## اضراب طلبة الطب والصيدلة 2023
قرر طلبة كليات الطب والصيدلة وطب الأسنان الدخول في “إضراب شامل ومفتوح” عن التداريب الاستشفائية والدروس النظرية والتطبيقية، مع مقاطعة جميع الامتحانات، ابتداء من يوم السبت 16 دجنبر 2023. واعتبرت اللجنة الوطنية لطلبة الطب وطب الأسنان والصيدلة، في بيان لها أن هذه الخطوة الاحتجاجية تأتي في خضم “المسلسل النضالي الذي يعيشه طلبة الطب والصيدلة وطب الأسنان بالمغرب، دفاعا عن جودة التكوين مع استمرار مسلسلي الضبابية والاكتظاظ” في حين تحمل الوزارتين المسؤولية التامة عن كل أشكال التصعيد والشلل الذي طال كليات الطب والمستشفيات التابعة لها.

### روابط خارجية
- الموقع الرسمي